# Iminoácido
En química, un iminoácido es cualquier molécula que contenga tanto un grupo funcional imino (>C=NH) (ver imina) como un carboxilo (-C(=O)-OH).

## Características
Los iminoácidos están relacionados con los aminoácidos, los cuales contienen un grupo amino (-NH2) y un carboxilo (-COOH). La prolina es un aminoácido proteico cuyo α-amino no es una amina primaria sino secundaria (único aminoácido proteico en el que esto ocurre), y es un error bastante extendido el de llamarle iminoácido. Los únicos iminoácidos proteicos de los 20 clásicos son la arginina (con un grupo imino en la cadena radical) y la histidina (con un imino formando parte de su anillo de imidazol).
El término iminoácido también se ha usado para denominar a imidoácidos, que contienen el grupo amida (-C(=NH)-OH), aunque esta denominación está actualmente obsoleta y es incorrecta.
Las enzimas del tipo aminoácido-oxidasa son capaces de convertir aminoácidos en iminoácidos. Además, el precursor biosintético del aminoácido prolina es el iminoácido (S)-Δ1-pirrolina-5-carboxilato (P5C).
- Datos: Q1318069